# 발코니의 여자들
《발코니의 여자들》(프랑스어: Les femmes au balcon)은 2024년 개봉한 프랑스의 코미디 범죄 영화이다.

## 출연

### 주연
- 노에미 메를랑 - 엘리스 역
- 수헤일라 야쿱 - 루비 역
- 산다 코드레아누 - 니콜 역

### 조연
- 루카스 브라보 - 마그나니, 르 부아인 덴 페이스 역
- 헨리 코헨 - 르 지네콜로그 역
- 아니 메르시에 - 라부아진 역